# David Baird
David Baird fue un general británico que llevó a cabo diversas campañas en la India, conquistó el territorio del Cabo de Buena Esperanza, tuvo participación fundamental en las invasiones que culminaron en la derrota británica en el Río de la Plata e intervino en la guerra peninsular contra el Imperio Napoleónico.

## Biografía
Sir David Baird nació en Newbyte House, Whitekirk, Haddingtonshire, Escocia, el 6 de diciembre de 1757, quinto hijo del esquire William Baird y de Alicia Johnston.
Perdió a su padre en 1765. Su madre consiguió que el 14 de diciembre de 1772 ingresara al Ejército Británico como insignia del Regimiento n.º 2 de infantería y enviado a la academia militar de Lode, en Chelsea, pero en abril de 1773 fue destinado con su regimiento a Gibraltar, donde permaneció en guarnición hasta fines de 1775, cuando su unidad regresó a Inglaterra. El regimiento permaneció estacionado cerca de Portsmouth hasta mayo de 1776, cuando fue trasladado a Kensington. Durante ese año, Baird obtuvo licencia y visitó Escocia.
En 1778 John Mackenzie, Lord MacLeod regresó a Inglaterra del exilio habiendo alcanzado el grado de teniente general en el ejército sueco y fue autorizado por el rey Jorge III del Reino Unido a levantar un regimiento de infantería ligera de montaña. El 1.º batallón del nuevo regimiento n.º 73 Highlanders fue levantado en Elgin a mediados de ese año y el 6 de junio Baird se incorporó como teniente.
En septiembre de ese año fue promovido a capitán, con fecha de nombramiento retroactiva al 26 de diciembre de 1777, y puesto por Lord Macleod al frente de la compañía de granaderos del regimiento.
Pocas semanas después, el 73.º dejó Elgin y el 8 de mayo embarcaba a Portsmouth para ser enviado a la India. Habiendo perdido el transporte, el 73.º fue destinado a Guernsey hasta el otoño, a Portsmouth hasta diciembre y a Petersfield. Finalmente en enero de 1779 partieron rumbo a la India, Baird en el Earl of Oxford al frente de su compañía de 150 hombres, junto al regimiento n.º 75 y al African Corps.

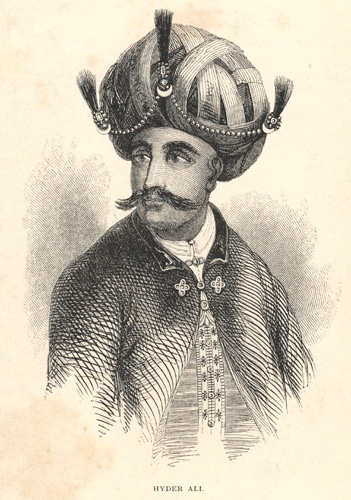
Hyder Ali.

Tras capturar Goree en el camino sin resistencia (la guarnición francesa abandonó la plaza) y permanecer 3 meses en el Cabo, en noviembre la expedición zarpó arribando a Madras el 20 de enero de 1780. Tras permanecer un mes en las barracas de Fuerte San Jorge fue enviado a Punamali y al estallar la Primera Guerra Anglo-Mysore contra el Reino de Mysore, gobernado por Hyder Ali y aliado de Francia, agregado a las fuerzas que al mando de Sir Hector Munro fueron despachadas en agosto a Conjeveram para sumarse al destacamento del coronel William Baillie. Pero Baillie había avanzado hacia el norte y resultado derrotado por Tipu, hijo del líder de Mysore, mientras Hyder Ali movilizaba sus tropas para interponerse entre ambas divisiones.
Tras un consejo de guerra, Munro resolvió permanecer con el grueso de sus hombres en Conjeveram y despachar una columna de 1000 hombres al mando del coronel Fletcher en auxilio de Baillie que se retiraba a Conjeveram con poco más de 3000 hombres, en su gran mayoría tropas de cipayos. Baird y su compañía integraba la división de refuerzo que partió el 8 de septiembre y se reunió con Baillie en la mañana del 9.

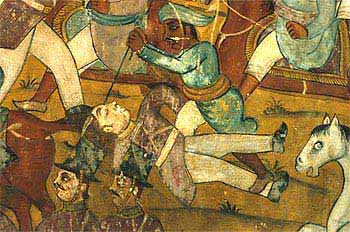
Batalla de Pollilur (mural en el palacio de Tipu).

El 10 fueron alcanzados por las tropas de Tipu, 5000 infantes, 6000 de caballería y 18 cañones, y al recibir fuego de artillería y fracasar un intentó de tomar las baterías los británicos formaron en batalla mientras Baillie solicitaba el auxilio de Munro. Munro marchó cuatro millas y a sólo tres del frente de batalla al sentir los cañones se retiró y tras un largo rodeo regresó a su base. Mientras Munro permanecía inactivo se sumaron en cambio las tropas de Hyder Ali cercando a los británicos con 30 batallones de infantería y 25000 hombres de caballería.
En la larga acción que siguió, la batalla de Pollilur (Polilore o Perambakam), rodeados por fuerzas superiores y tras perder el grueso de sus municiones en una explosión, las fuerzas británicas fueron finalmente destruidas y Baird, nombrado segundo al mando de la división, resultó gravemente herido. Las bajas británicas ascendieron a más de 4000 cipayos y 600 europeos. Habiendo visto como eran ejecutados los enviados a solicitar la rendición, Baird con algunos sobrevivientes consiguió llegar al campamento del batallón francés siendo tomado prisionero. Si bien los franceses al mando del coronel Thomas Arthur, conde de Lally, los trataron correctamente el 14 debieron entregarlo a sus aliados de Mysore quienes los trataron duramente. Encadenado, sufriendo hambre y disentería, sin serle retirada la bala, permaneció cautivo cerca de cuatro años en Srirangapatna (Seringapatam). Liberado en marzo de 1784 se reintegró a su regimiento, junto a otros 31 sobrevivientes de las dos compañías del 73.º involucradas en la campaña.
De Madrás pasó a Punamali, donde permaneció estacionado. Si bien era el capitán senior de su regimiento al surgir una vacante para ascenso el general Stewart recomendar a un capitán junior a media paga, Lord William Murray, acción que Baird consideró injusta.
A comienzos de 1786 el 73.º se convirtió en el Regimiento n.º 71 Highlanders y en marzo el regimiento pasó a Wallajabad y de allí a Bombay. Baird continuaba con serios problemas de salud producto de su largo cautiverio pero habiendo muerto el coronel del regimiento, el 5 de junio de 1787 obtuvo su promoción a mayor y en octubre regresó a Inglaterra.
Allí tuvo noticias por el capitán Dalrymple del 71.º, que el nuevo coronel del cuerpo había reembarcado gravemente enfermo y no se esperaba que sobreviviera, por lo que con la ayuda de su hermano mayor inició rápidas gestiones para comprar el puesto. Sin embargo no llegó a Londres antes que la noticia y el coronel Baring obtuvo la vacante. Como Baring no había servido en la India obtuvo de Baring el apoyo para adquirir un puesto de teniente coronel en el regimiento. Baird viajó a Dublín y concretó la operación pero por negligencia de su agente en Edimburgo no se publicó su nombramiento hasta después que lo hicieron los futuros generales John Moore, Lord Cavan y George James Ludlow, lo que le haría perder en dos oportunidades el mando en batalla.

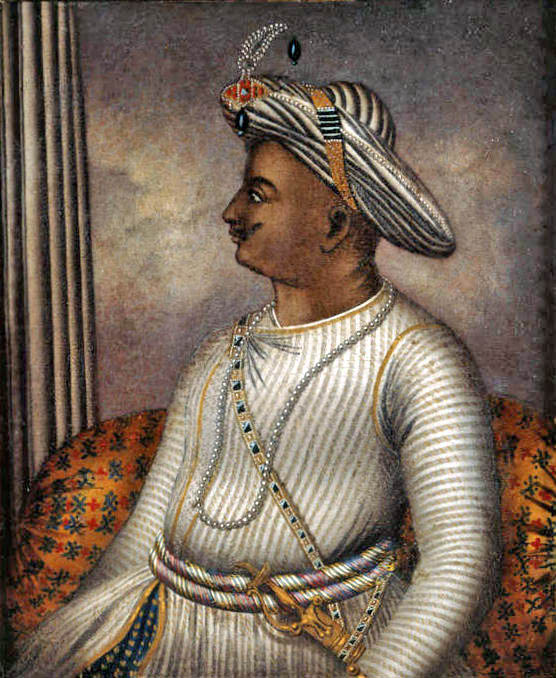
Sultán Fateh Ali Tipu.

El 8 de diciembre de 1790 Baird era finalmente promovido a teniente coronel del 71.º. En marzo de 1791 partió a la India y arribó a Madrás en junio, en plena Tercera guerra Anglo-Mysore contra el Sultán Fateh Ali Tipu (Tippoo). Marchó a Bangalore, donde el general Charles Cornwallis, I marqués de Cornwallis, gobernador y comandante del ejército en operaciones, lo puso al frente de una brigada de cipayos. Participó de las acciones que condujeron a la captura de Nandi Drug en octubre y de la fortaleza de Savandrug en diciembre. En esta operación, con su brigada efectuó un movimiento de distracción por el lado opuesto del fuerte pero al iniciarse el asalto frontal, avanzó y consiguió penetrar también en el recinto.
En las siguientes semanas auxilio a Cornwallis en los preparativos para el sitio de Srirangapatna. Los británicos esperaban reunir 22000 hombres, a los que se uniría un contingente de caballería de 18000 hombres proporcionado por su aliado Nizam y el refuerzo que conducía desde Bombay el general Abercromby por la costa de Malabar.
A comienzos de febrero de 1792 Cornwallis decidió no esperar más y el sitio el 5 de febrero, iniciado el sitio, Baird formó con su 5.º brigada (regimientos 72 y 74 y 4 batallones de cipayos) en el ala izquierda del dispositivo bajo el mando el teniente coronel Maxwell. Cornwallis contaba con 3000 europeos y 6000 en tropas nativas y Tipu con 45000 hombres de infantería y 5000 de caballería.
En la noche del 6 de febrero se produjo la Batalla de Srirangapatna (1792) en la que Baird comandó personalmente tropas escogidas del 72.º en el ala izquierda, con la misión de lanzarse sobre Karigat Hill para converger luego sobre los objetivos del centro. A las 20 se inició el avance y a las 22:30 Baird controlaba la colina, procediendo luego a reunirse con tropas de la columna del centro al mando del coronel Stuart. Maxwell y Stuart avanzaron hacia el río Kavari para cruzar a la isla donde se levantaba la plaza. Baird al frente de un pequeño destacamento del 72.º consiguió cruzar y tomar las baterías costeras facilitando el cruce del resto de la división que ocupó la margen sudeste de la isla, operación que tras el fracaso de los contrataques de Tipu contra las posiciones de Cornwallis obligó a Tipu a encerrarse en la ciudad y condujo finalmente a la paz.
En 1793 Baird capturó Pondicherry a los franceses y en 1795 fue promovido a coronel del 71.º y destinado al comando militar de Tanjore, donde se enfrentó al responsable político, que bajo la dirección de Lord Hobart, gobernador de Madras, promovía la anexión de Tanjore. La cuestión no pasó a mayores al recibir el regimiento órdenes para regresar.
Baird y un sargento eran los únicos sobrevivientes de la planta original. El 71.º era considerado una unidad modelo hasta el punto en que cada vez que un regimiento europeo llegaba a la India sus oficiales eran enviados a su cuartel para capacitarse. Así, al recibirse las órdenes, el alto mando distribuyó a las tropas entre los restantes regimientos y sólo los oficiales regresaron.
Camino a Inglaterra, Baird tocó en el Cabo, entonces ocupada por los británicos. El gobernador Lord Macartney le solicitó que permanecer como brigadier general: la oposición de los oficiales y la tropa a su comandante Sir David Dundas era tan grande que se temía un motín. Baird permaneció en el Cabo hasta 1798, cuando fue ascendido a mayor general y se le ordenó proceder a la India con la brigada escocesa y el regimiento n.º 86.
En 1799, último año de la Cuarta guerra Anglo-Mysore, Baird fue agregado al alto mando de la brigada del ejército en operaciones. Al ser otorgado el comando del contingente de tropas de los Nizam del Hyderabad al entonces coronel Arthur Wellesley, Baird se sintió decepcionado e injustamente tratado. En efecto, Arthur Wellesley debía su nombramiento, más allá de su capacidad, a su hermano mayor Richard Wellesley, segundo conde de Mornington, Gobernador General de la India.

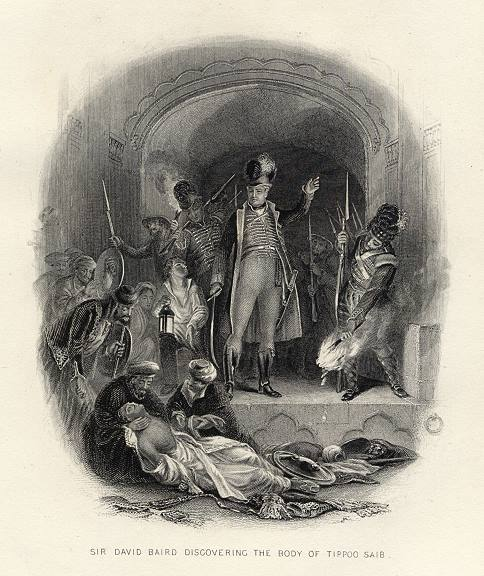
Baird descubre los restos de Tipu, líder de Mysore.

Sin embargo su experiencia en el territorio y el enemigo hizo que el exitoso asalto contra Srirangapatna (Seringapatam) fuera liderado por Baird el 4 de mayo quien tomó así la fortaleza donde había sido prisionero y dio muerte en el combate al líder de Mysore.
Tras su victoria fue relevado y se postuló para el gobierno del territorio conquistado, pero el gobernador Wellesley designó a su hermano. Baird, considerándose merecedor del cargo al haber decidido la campaña, reclamó sin éxito a su comandante en jefe, el general Harris. No ayudó que fuera destinado a un puesto secundario en Dinapore y cuando tomó conocimiento de que el hermano del gobernador había sido designado para comandar una expedición contra las islas españolas sin resignar el mando en Srirangapatna, efectuó tal reclamo que el gobernador Wellesley se vio obligado a ceder y el comando de la expedición, cuyo destino había variado, se asignó a Baird.
Baird recibió el agradecimiento del parlamento y de la Compañía Británica de las Indias Orientales por su actuación en el conflicto y le fue ofrecida una pensión por la Compañía, que no aceptó, al parecer, en la esperanza de recibir la Orden del Baño de su gobierno.

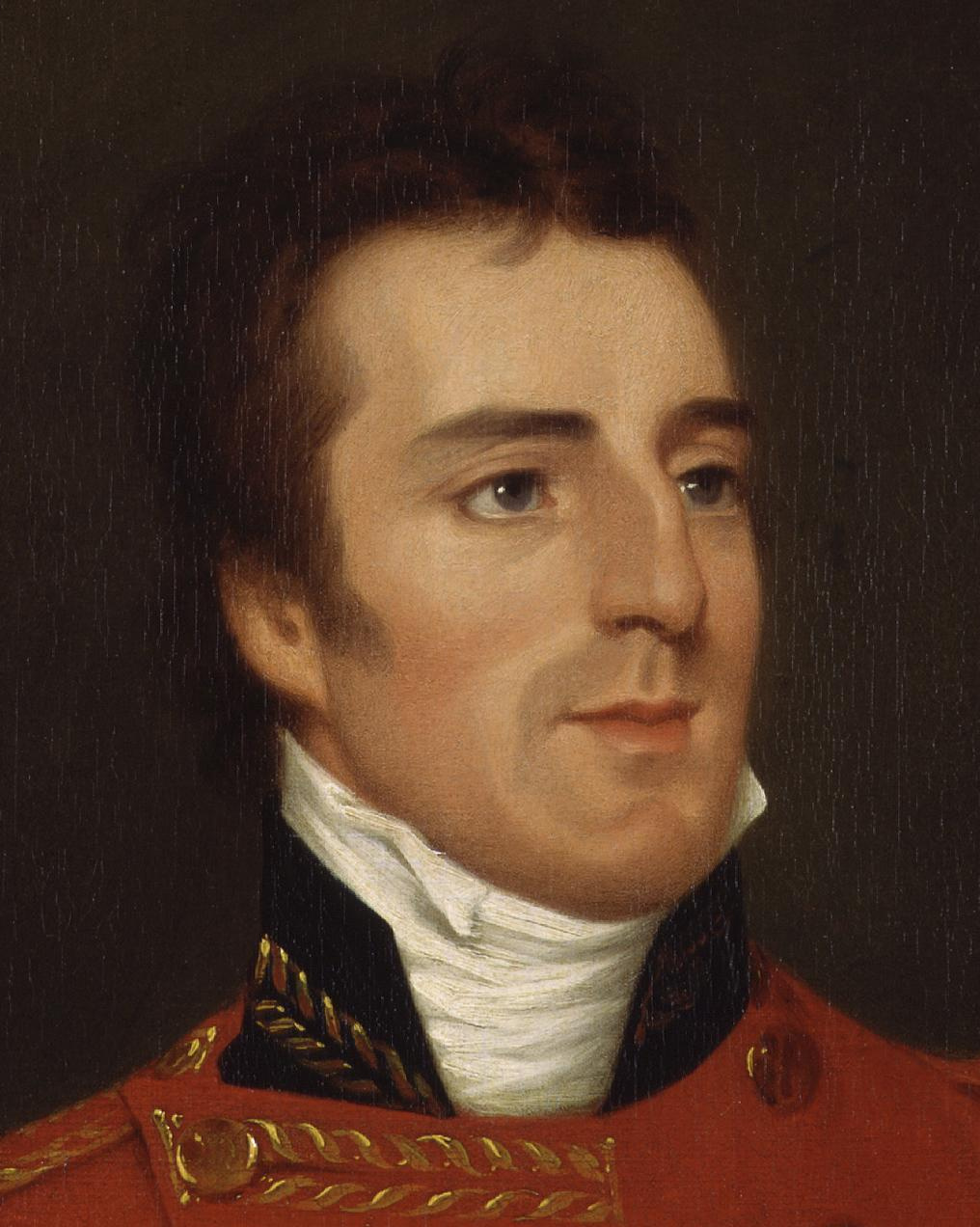
Arthur Wellesley, primer duque de Wellington.

En 1801 marchó al mando del ejército de la India enviado a cooperar con Ralph Abercromby en la expulsión de los franceses de Egipto. Arthur Wellesley fue nombrado segundo en el mando, pero debido a problemas de salud no acompañó a la expedición siendo reemplazado por Samuel Auchmuty. Baird desembarcó en Kosseir en junio, condujo su ejército a través del desierto hasta Kena, sobre el Nilo, y luego a El Cairo. Llegó a Alejandría y se unió a las fuerzas sel general Hutchinson, quien había sucedido a Abercromby, a tiempo de participar de las operaciones finales de la campaña.
Hutchinson cedió el mando al general Lord Cavan, quien superaba a Baird en antigüedad por pocos días (y eso a raíz del error citado) lo que motivó pronto el enfrentamiento entre ambos. Baird fue nombrado como segundo al mando en Egipto, ayudado por la opinión pública británica ante quien su marcha por el desierto y las noticias de su largo cautiverio habían convertido en héroe popular.
En Egipto fue nombrado Caballero de la Media Luna por el Sultán y coronel honorario del 54.º por el Rey, pero enemistado con el alto mando, regresó a la India en 1802, donde fue calurosamente recibido y puesto al frente de la división norte del ejército de Madrás. Fue enviado contra Daulat Scindia (Sindhia), pero irritado nuevamente con Wellesley quien había recibido el mando superior de su hermano, renunció a su mando y regresó a Europa.
De regreso fue hecho prisionero por un corsario francés. Rescatado antes de llegar a Francia, había dado su palabra por lo que esperó a ser canjeado por nota con el general francés Morgan antes de regresar al servicio.
Al llegar a Inglaterra el 3 de noviembre de 1803 después de una ausencia de 24 años fue recibido con entusiasmo por el pueblo y nombrado caballero por el rey el 19 de junio de 1804. En julio de 1805 fue convocado para comandar una expedición contra el Cabo de Buena Esperanza, colonia de la República Bátava, que debido a su alianza con Napoleón Bonaparte se temía cayera en manos francesas.
Ascendido a teniente general (30 de octubre) y al frente de una fuerza de unos 7000 hombres, que incluían a su regimiento al mando directo del teniente coronel Denis Pack, Baird se dirigió a Funchal y al nordeste del Brasil. La expedición dejó Salvador de Bahía el 28 de noviembre y tras una travesía sin contratiempos al amanecer del 4 de enero de 1806 llegaron a la vista del Cabo iniciándose la Conquista del Cabo de Buena Esperanza (1806).
El 8 de enero Baird derrotó a las fuerzas del comandante holandés teniente general Jan Willem Janssens en la Batalla de Blaauwberg. El 10 de enero la ciudad capitulaba y el 12 las tropas británicas tomaban posesión de la capital del territorio.

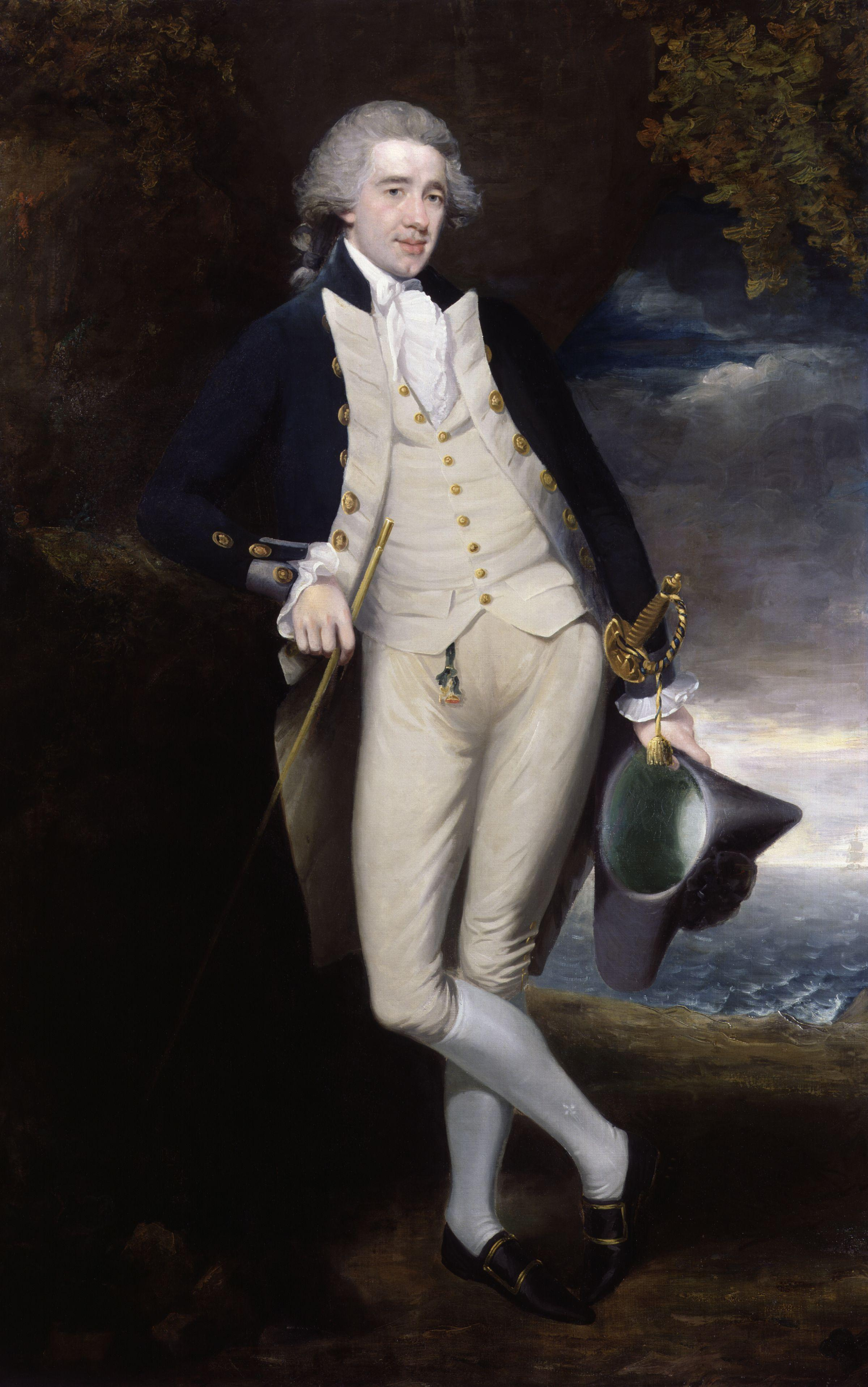
Home Riggs Popham.

Obtenido el control de la hasta entonces colonia holandesa, el comodoro Sir Home Riggs Popham, a cargo de la escuadra británica y promotor principal del proyecto, persuadió a Baird de que prestara las tropas necesarias para una expedición contra la ciudad de Buenos Aires. Baird accedió proporcionando fuerzas del 71.º al mando de William Carr Beresford arriesgando la conquista realizada y viéndose así involucrado en el desastroso suceso de las Invasiones al Río de la Plata.
Pese al éxito inicial de Beresford y sin conocer la reconquista de la ciudad, envió de acuerdo a sus instrucciones tropas de refuerzo al mando de Auchmuty que se sumaron al fuerte ejército que al mando de John Whitelocke fue vencido por las fuerzas de defensa, compuesta fundamentalmente de milicianos.
Pero antes de esa segunda invasión y conocida la derrota de Beresford, Baird se convirtió en un chivo expiatorio y recibió una carta lacónica que le informaba que su sucesor como gobernador del Cabo estaba en camino.
Con gran indignación, el 24 de enero de 1807 abandonó el Cabo a bordo del transporte Paragon. Al llegar a Inglaterra se encontró con que el ministerio había sido cambiado y Baird fue rápidamente reasignado como comandante de la segunda división en la expedición contra Copenhague de agosto de 1807. A su mando se encontraba la 2.º brigada (mayor general Grosvenor, un batallón del 4.º y otro del 23.º), la 3.º (mayor general Spencer (un batallón del 3.º, uno del 5.º y otro del 82.º) y la 4.º (brigadier general Macfarlane (uno del 7.º y uno del 8.º). En la expedición, George Ludlow comandaba la primera y Wellesley la reserva. Durante el ataque a esa ciudad, Baird fue nuevamente herido en dos oportunidades.

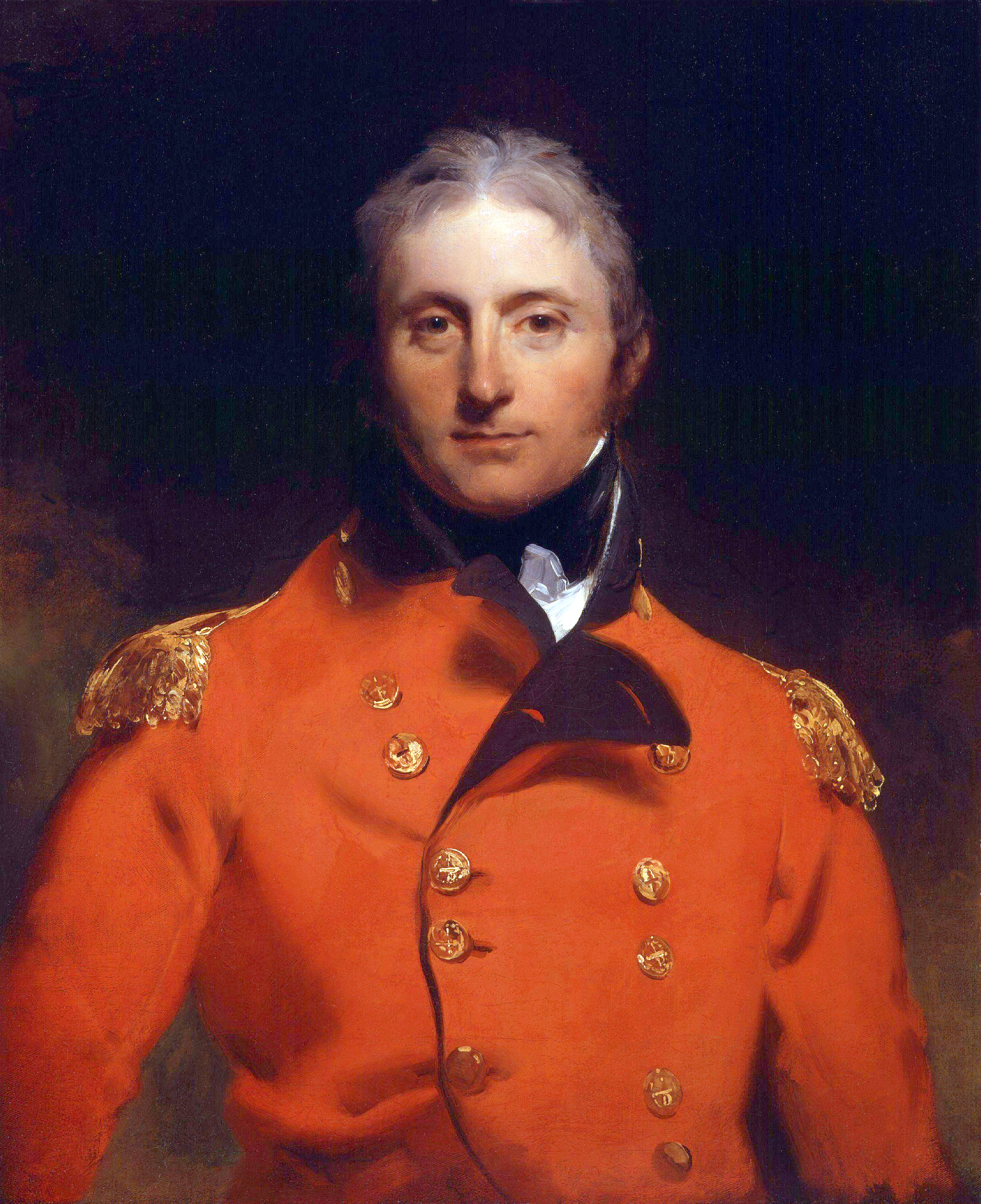
General John Moore.

A su regreso, fue nombrado coronel honorario del 24.º, unidad de dos batallones, en vez del 54.º recibió el compromiso de un mando de importancia. En efecto, iniciada la Guerra de la Independencia de España en septiembre de 1808 zarpó de Cork con 10000 hombres para reforzar el ejército de Sir John Moore en España, y para asumir el cargo de segundo al mando. Llegó a La Coruña el 8 de octubre desde donde destacó una división al mando del general Mackenzie para reforzar a Cradock en Lisboa.
Las autoridades españolas en La Coruña no le permitieron desembarcar y lo enviaron a Vigo, donde se repitió la situación. El 19 de octubre se le permitió desembarcar en La Coruña una brigada y recién el 22 de octubre consiguió desembarcar todo su ejército, avanzando entonces para reunirse con Moore. Llegó a Astorga el 19 de noviembre y esperó órdenes de Moore, quien se mantenía en Salamanca. Finalmente recibió instrucciones de moverse a Villa Franca pero al demorar su marcha hasta el 4 de diciembre, el 7 de diciembre se le ordenó retroceder a La Coruña. El 20 de diciembre los dos ejércitos en retirada se encontraron finalmente en Mayorga.
Las fuerzas de Baird estaban cansadas y desorganizadas y a diferencia de la reserva que debió luchar constantemente poco aportaron a la lucha. Al llegar a La Coruña, las naves no estaban en puerto por lo que se tornó inevitable una batalla campal.

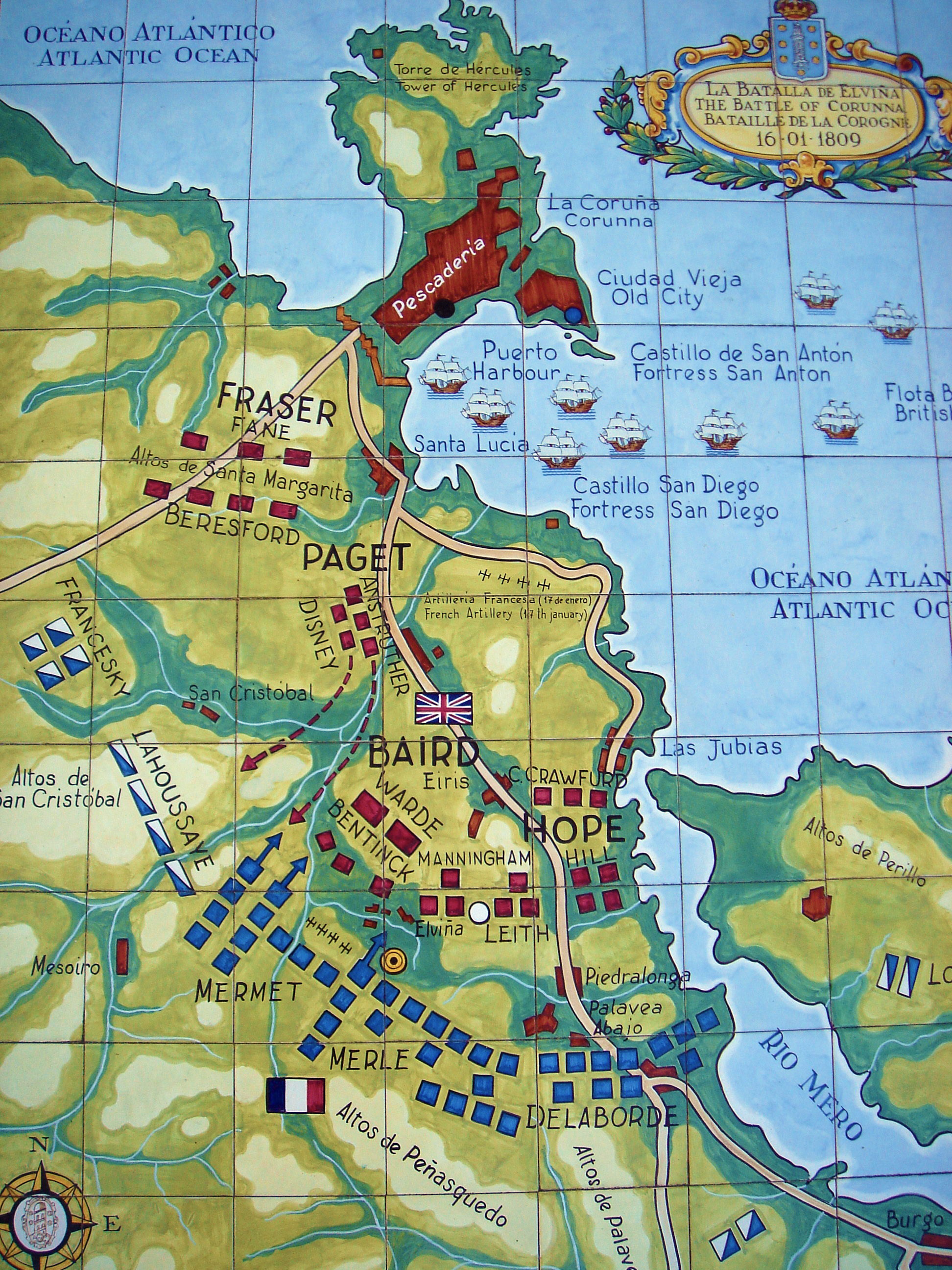
Batalla de La Coruña.

Superado en antigüedad por Moore y Lord Cavan, nunca tuvo la oportunidad del comando en jefe en el campo de batalla. En la Batalla de La Coruña estuvo al mando del ala derecha hasta que un impacto de metralla le destrozó el brazo izquierdo y debió retirarse del campo a la ciudad y luego a bordo del buque hospital Ville de Paris donde el cirujano le amputó el brazo. Asumió el mando supremo después de la muerte de Moore, pero al poco tiempo debió cederlo a Sir John Hope por la gravedad de sus heridas. Por sus servicios fue nombrado K.B. y el 13 de abril de 1809 barón.
Casó con Campbell-Preston, una heredera de Perthshire, en 1810. La Coruña sería su última acción en el campo de batalla. Razones personales, así como enemistades políticas, lo fueron postergando en su carrera. En 1813 solicitó el gobierno de El Cabo, pero fue rechazado. Tampoco aceptaron enviarlo nuevamente a la península, ya que su viejo enemigo Wellesley era más joven y hubiera debido pasar a su mando. Em 1814 se concedió honores y pensiones de 2000 libras al año a los generales que habían servido en la península, pero Baird fue dejado de lado pese a sus reclamos.
Recién el 4 de junio de 1814 obtuvo el rango pleno de general y en marzo de 1819 el gobierno de Kinsale. En 1820 fue nombrado comandante en jefe en Irlanda, pero pronto sufrió restricciones en el mando y tras una visita del marques Wellesley a Dublín a fines de 1821 renunció en junio de 1822 dejando el mando a su antiguo subordinado Auchmuty. En el otoño boreal de 1823 cayó con su caballo y sufrió heridas que agravaron su salud y lo obligaron a instalarse en Londres. Muy enfermo, el 1 de diciembre de 1827 fue nombrado gobernador de Inverness. En 1829, mientras su antiguo adversario Wellesley era primer ministro, Baird fue nombrado gobernador de Fort George.
Murió el 18 de agosto de 1829 en Fern Tower, su hogar en Crieff, Perthshire, Escocia. Su viuda erigió en Crief en su memoria un obelisco de las dimensiones exactas de las "Agujas de Cleopatra" y contrató a Theodore Hook para escribir su biografía, la que fue publicada en 1832.
El Duque de Wellington, siempre enemistado con él, decía que era un "oficial galante, realista y con corazón de león, pero que no tenía talento y carecía de tacto".